# Himmelweg, camino del cielo
Himmelweg, camino del cielo es una obra de teatro de Juan Mayorga, estrenada en 2003.

## Argumento
Basada en hechos reales. Ambientada durante la II Guerra Mundial, en pleno Holocausto, la acción se sitúa en el Gueto de Theresienstadt, un campo de concentración gestionado por la Alemania Nazi que, en 1944, recibe la vista de una delegación de Cruz Roja. El comandante de campo diseña un plan para ocultar a los visitantes la cruda realidad que allí se vive. la expresión Himmelweg en lengua alemana significa precisamente Camino del cielo y era el eufemismo utilizado por los nazis para referirse a las cámaras de gas.

## Representaciones destacadas
Tras su estreno, en Málaga en 2003, con dirección de Jorge Rivera e interpretado por Juan Manuel Lara, Aníbal Soto, Eduardo Velasco, Esther Luna, Héctor Medina y Eva Guerrero. Tras este montaje se hizo una lectura dramatizada dirigida por Sergi Belbel en Barcelona en febrero de 2004 y se presentó en el Teatro María Guerrero de Madrid el 18 de noviembre de 2004, con dirección de Antoni Simón e interpretación de Alberto Jiménez, Pere Ponce, José Pedro Carrión, Eva Trancón, Gerardo Quintana, Sara Illán, Tamara Bautista, Gara Muñoz, Daniel Llobregat y Cristian Bautista.
La obra ha sido representada también en Bélgica, Dinamarca, Francia, Grecia, Inglaterra, Irlanda, Italia, Noruega, Polonia, Argentina, Costa Rica, Uruguay, Canadá, Estados Unidos, Corea del Sur y Australia. Cabe destacar las siguientes:
- Royal Court Theatre, Londres, 2005.[6]
  - Dirección: Ramin Gray.
  - Intérpretes: Dominic Rowan, Richard Katz, Jeff Rawle.

- Teatro San Martín, Buenos Aires, 2007.
  - Dirección: Jorge Eines.
  - Intérpretes: Víctor Laplace, Horacio Roca,  Ricardo Merkin y Martín Slipak

- Théâtre de la Tempète, París, 2007.[7]
  - Dirección: Jorge Lavelli.
  - Intérpretes: Alain Mottet, Pierre-Alain Chapuis, Florent Arnoult.

- Repertorio Español Theater, Nueva York, 2009.[8]
  - Dirección: Matthew Earnest.
  - Intérpretes: Beth Baker, Sal Bardo, Jessica Amara Beaudry, Ben Elgart, Mark Farr, Trey Gerrald, Trae Hicks, Shawn Parr, Samantha Rahn y Francisco Reyes

- Odyssey Theatre Ensemble, Los Ángeles, 2011.[9][10]
  - Dirección: Ron Sossi.
  - Intérpretes: Norbert Weisser, Michael McGee, Bruce Katzman.